# Zulu jezik
Zulu jezik (isizulu, zunda; ISO 639-3: zul), nigersko-kongoanski jezik centralne bantu skupine, kojim govori preko 10 000 000 ljudi, od čega 9 980 000 (2006.) u Južnoafričkoj Republici, a ostali u Lesotu (248 000; 1993.), Esvatiniju, Malaviju (37 500; 1966 popis) i Mozambiku (3 000; 2006.).
U Južnoafričkoj Republici jedan je od jedanaest službenih jezika. 15 700 000 ljudi služi se njime kao drugim jezikom. Uči se u osnovnim i srednjim školama. Pismo: latinica. Dijalekti: lala, qwabe.

## Vanjske poveznice
- Ethnologue (14th)
- Ethnologue (15th)